# Javaanse baardvogel
De Javaanse baardvogel (Psilopogon javensis synoniem: Megalaima javensis) is een vogel uit de familie Aziatische  baardvogels. Deze soort is endemisch op Java, een eiland van Indonesië.

## Kenmerken
De vogel is gemiddeld 26 cm lang en weegt 115 g. Het is een relatief grote, overwegend groene baardvogel met een gele kruin en een zwarte snavel. Zowel het mannetje als het vrouwtje hebben zwarte, blauwe en rode markeringen in het verenkleed op de kop. De oogstreep en de oorstreek zijn zwart; dit zwart loopt ook naar onder door en gaat op in een zwart borstbandje. Op de keel zit een rode vlek en er zitten kleine rode vlekjes bij de snavel en op de borst ter hoogte van de "schouder".

## Verspreiding en leefgebied
Deze soort is endemisch op het eiland Java. Het leefgebied bestaat uit bos in laagland en heuvelland tot hoogstens 1500 m boven zeeniveau. Meestal vrij open bos, resten bos en ook wel aanplantingen met teakhout.

## Status
De Javaanse baardvogel heeft een beperkt verspreidingsgebied en daardoor is de kans op de status  kwetsbaar (voor uitsterven) aanwezig. De grootte van de wereldpopulatie is niet gekwantificeerd. Men veronderstelt dat de soort in aantal achteruitgaat. Het leefgebied wordt aangetast door ontbossing waarbij natuurlijk bos wordt omgezet in gebied voor agrarisch gebruik en menselijke bewoning. De vogel wordt daarnaast ook nog gevangen als kooivogel. Ondanks deze redenen staat deze soort als niet bedreigd op de Rode Lijst van de IUCN.